# 杉浦広一
杉浦 広一（すぎうら ひろかず、1950年7月22日 - ）は、日本の実業家、薬剤師。スギ薬局の創業者。スギホールディングス顧問、公益財団法人杉浦記念財団評議員会長。

## 来歴
愛知県西尾市生まれ。愛知県立西尾高等学校卒業。1974年、岐阜薬科大学薬学部製造薬学科を卒業し、刈谷市の鬼頭天昌堂薬局に入社。
1976年12月、大学の後輩である杉浦昭子（のちにスギホールディングス代表取締役副社長）と結婚。結婚と同時に西尾市下町神明下に16坪のスギ薬局を創業した。1982年、株式会社スギ薬局を設立し、代表取締役社長に就任。
2008年9月1日、株式会社スギ薬局は持株会社体制に移行し、スギホールディングス株式会社に社名変更した。同社代表取締役社長に就任。2009年、スギホールディング代表取締役会長。
2011年9月1日、妻の昭子と「一般財団法人杉浦地域医療振興財団」を設立。同財団評議員会長に就任。同財団は2015年7月1日に公益認定を受け、「公益財団法人杉浦記念財団」に改称した。
2016年、杉浦夫妻は、スギ薬局1号店の跡地（西尾市下町神明下）に健康寿命延伸のための拠点施設「西尾市民げんきプラザ」を建設すると発表。同年6月24日、建物と土地を市に無償で貸与する覚書が締結される。同施設は2017年4月3日にオープンした。

### 2021年以降
2021年1月25日、スギホールディングスは取締役会を開催。杉浦の長男、杉浦克典副社長を社長に昇格するトップ人事を発表した。同年5月19日開催の定時株主総会 後の取締役会をもって克典は社長に就任し、杉浦は代表権のない顧問に就いた。
同年4月13日、西尾市は「西尾市シティプロモーション特命大使」を創設。妻の昭子も大使の一人に選ばれた。
同年5月6日、西尾市は、新型コロナウイルスワクチンの接種につき、65歳以上の市民の予約受付を開始。
同年5月10日、中日新聞は西尾市副市長の近藤芳英を取材。ワクチンの接種を巡り、近藤が、杉浦、妻の昭子の予約枠を優先確保するよう、市の担当部署に指示していたことが明らかとなった。同日、近藤は杉浦夫妻の予約取り消しを決断し、スギホールディングに伝えると、杉浦と昭子は集団接種会場に向かう移動中だった。
同年5月11日、中日新聞が市が杉浦夫妻に便宜を図った経緯を報道。報道によれば、4月初旬、スギホールディングスの秘書が市健康課に「夫妻がいち早くワクチンを打てないか」と3回ほど相談。近藤にも同秘書から3、4回ほど要請があり、断ると秘書はまた電話をしつこくかけたとされる。同月中旬、健康課を統括する簗瀬貴央健康福祉部長から相談を受けた近藤は「何とかならないのか」と指示。近藤らは、杉浦夫妻の分につき、5月6日に市健康課へ直接電話すれば予約が完了するように便宜を図ったとされる。同日、スギホールディングスは公式サイトにおわびの言葉を掲載。謝罪するとともに、「会長杉浦自身は過去にアナフィラキシーショックを経験しており、ワクチン接種を希望しておりません」とのコメントを発表。市側は、杉浦が昭子と集団接種会場に向かっていたとしており、双方の主張に齟齬が生じた。

## 人物
- 西尾市上矢田町に在住[8]。スギホールディングス代表取締役社長の杉浦克典は長男。スギ薬局常務取締役の杉浦伸哉は次男[18]。
- 愛読書は中村天風とピーター・ドラッカー[2]。
- フォーブス誌世界長者番付によると、2021年の純資産は1550億円で、谷村格に続く日本41位[19]。

## テレビ出演
- 日経スペシャル カンブリア宮殿 高齢化時代を迎え撃て！ 地域の健康を守るドラッグストア（2011年11月3日、テレビ東京）[20]